# Luaʻofa
Luaʻofa ist eine unbewohnte Insel in der tonganischen Inselgruppe Vavaʻu.

## Geographie
Luaʻofa bildet zusammen mit Nuku und der Halbinsel von Matamaka (Nuapapu) den Südrand der Bucht, in welcher die Inseln ʻOto und Aʻa liegen. Luaʻofa ist dabei selbst ein Ausläufer der Insel Nuapapu.

## Klima
Das Klima ist tropisch heiß, wird jedoch von ständig wehenden Winden gemäßigt. Ebenso wie die anderen Inseln der Vavaʻu-Gruppe wird Luaʻofa gelegentlich von Zyklonen heimgesucht.